# Superpuchar Szwajcarii w piłce siatkowej mężczyzn
Superpuchar Szwajcarii w piłce siatkowej mężczyzn – cykliczne rozgrywki w piłce siatkowej organizowane przez Szwajcarski Związek Piłki Siatkowej (Swiss Volley), w których rywalizują ze sobą mistrz i zdobywca Pucharu Szwajcarii, a jeżeli ta sama drużyna zdobyła mistrzostwo i Puchar - mistrz Szwajcarii i finalista Pucharu Szwajcarii.
Rozgrywki o siatkarski Superpuchar Islandii po raz pierwszy rozegrane zostały w 1995 roku. Pierwszym zwycięzcą tych rozgrywek został klub MTV Näfels. W latach 2002–2012 rozgrywki o Superpuchar odbywały się w postaci dwudniowego turnieju, w którym rywalizowały ze sobą zaproszone drużyny.
Od 2015 roku za organizację Superpucharu Szwajcarii współodpowiedzialna jest firma die Mobiliar, która w ramach projektu Die Mobiliar Indoor Sports współorganizuje także mecze o Superpuchar w koszykówce, piłce ręcznej oraz unihokeju. Organizatorzy powrócili do poprzedniej formuły, w której rozgrywany jest jeden mecz z udziałem mistrza i zdobywcy Pucharu Szwajcarii.
Jak dotychczas najwięcej razy Superpuchar Szwajcarii zdobywał klub Volley Näfels (8).

## Triumfatorzy
| Edycja | Data       | Miejsce spotkania                  | 1. miejsce                                                       | 2. miejsce                                             | Wynik spotkania                         |
| ------ | ---------- | ---------------------------------- | ---------------------------------------------------------------- | ------------------------------------------------------ | --------------------------------------- |
| I      | 1995       |                                    | MTV Näfels (Finalista Pucharu Szwajcarii)                        | Lausanne UC (Mistrz i zdobywca Pucharu Szwajcarii)     | 3:1                                     |
| II     | 1996       |                                    | MTV Näfels (Zdobywca Pucharu Szwajcarii)                         | Chênois Genève Volleyball (Mistrz Szwajcarii)          | 3:1                                     |
| III    | 1997       |                                    | Chênois Genève Volleyball (Mistrz i zdobywca Pucharu Szwajcarii) |                                                        |                                         |
| IV     | 1998       |                                    | Concordia MTV Näfels (Mistrz i zdobywca Pucharu Szwajcarii)      | VBC Lutry-Lavaux (Finalista Pucharu Szwajcarii)        | 3:0                                     |
| V      | 26.09.1999 | Stadthalle Sursee, Sursee          | Concordia MTV Näfels (Mistrz Szwajcarii)                         | TV Amriswil (Zdobywca Pucharu Szwajcarii)              | 3:0                                     |
| —      | 2000–2001  |                                    |                                                                  |                                                        |                                         |
| VI     | 2002       | Centre sportif de Dorigny, Lozanna | Concordia MTV Näfels                                             |                                                        |                                         |
| VII    | 2003       | Centre sportif de Dorigny, Lozanna | Concordia MTV Näfels                                             |                                                        |                                         |
| VIII   | 26.09.2004 | Centre sportif de Dorigny, Lozanna | Concordia MTV Näfels                                             | Lausanne UC                                            |                                         |
| IX     | 2005       |                                    | Chênois Genève Volleyball                                        | TV Amriswil                                            |                                         |
| X      | 2006       |                                    | SEAT Volley Näfels                                               | Chênois Genève Volleyball                              |                                         |
| XI     | 2007       | Centre sportif de Dorigny, Lozanna | TV Amriswil                                                      | SEAT Volley Näfels                                     | 3:2 (25:22, 21:25, 23:25, 25:16, 18:16) |
| XII    | 2008       | Centre sportif de Dorigny, Lozanna | Lausanne UC                                                      | SEAT Volley Näfels                                     |                                         |
| XIII   | 27.09.2009 | Centre sportif de Dorigny, Lozanna | Lausanne UC                                                      | Volley Amriswil                                        | 3:2 (19:25, 25:19, 25:20, 17:25, 18:16) |
| XIV    | 26.09.2010 | Centre sportif de Dorigny, Lozanna | Chênois Genève Volleyball                                        | Volley Amriswil                                        | 3:2 (14:25, 25:21, 25:27, 25:15, 15:6)  |
| XV     | 25.09.2011 | Centre sportif de Dorigny, Lozanna | Chênois Genève Volleyball                                        | Volley Amriswil                                        | 3:0 (25:21, 25:19, 25:16)               |
| XVI    | 23.09.2012 | Centre sportif de Dorigny, Lozanna | EN Gas & Oil Lugano                                              | Volley Amriswil                                        | 3:0 (25:19, 25:22, 25:21)               |
| —      | 2013–2014  |                                    |                                                                  |                                                        |                                         |
| XVII   | 6.09.2015  | Hallenstadion, Zurych              | Lausanne UC (Zdobywca Pucharu Szwajcarii)                        | Dragons Lugano (Mistrz Szwajcarii)                     | 3:1 (25:20, 21:25, 25:21, 25:14)        |
| XVIII  | 8.10.2016  | St. Leonhard-Halle, Fryburg        | Volley Amriswil (Mistrz Szwajcarii)                              | Biogas Volley Näfels (Zdobywca Pucharu Szwajcarii)     | 4:0 (20:13, 20:18, 20:17, 20:16)        |
| XIX    | 7.10.2017  | St. Leonhard-Halle, Fryburg        | Volley Amriswil (Mistrz i zdobywca Pucharu Szwajcarii)           | Biogas Volley Näfels (Finalista Pucharu Szwajcarii)    | 3:1 (25:21, 25:22, 15:25, 31:29)        |
| XX     | 7.10.2018  | Mobiliar Arena, Muri bei Bern      | Lausanne UC (Mistrz Szwajcarii)                                  | Lindaren Volley Amriswil (Zdobywca Pucharu Szwajcarii) | 3:0 (25:23, 25:14, 25:23)               |
| XXI    | 5.10.2019  | Mobiliar Arena, Muri bei Bern      | Lindaren Volley Amriswil (Zdobywca Pucharu Szwajcarii)           | Lausanne UC (Mistrz Szwajcarii)                        | 3:2 (19:25, 20:25, 25:18, 26:24, 15:12) |
| XXII   | 26.09.2020 | Mobiliar Arena, Muri bei Bern      | Lindaren Volley Luzern (Finalista Pucharu Szwajcarii)            | Lausanne UC (Finalista Pucharu Szwajcarii)             | 3:0 (25:20, 25:21, 25:23)               |
| XXIII  | 19.09.2021 | Mobiliar Arena, Muri bei Bern      | TSV Jona Volleyball (Zdobywca Pucharu Szwajcarii)                | Chênois Genève Volleyball (Mistrz Szwajcarii)          | 3:0 (25:20, 30:28, 25:22)               |
| XXIV   | 16.10.2022 | Mobiliar Arena, Muri bei Bern      | Lindaren Volley Amriswil (Mistrz i zdobywca Pucharu Szwajcarii)  | Chênois Genève Volleyball (Wicemistrz Szwajcarii)      | 3:0 (25:22, 26:24, 25:20)               |
| XXV    | 14.10.2023 | Mobiliar Arena, Muri bei Bern      | Chênois Genève Volleyball (Zdobywca Pucharu Szwajcarii)          | Volley Schönenwerd (Mistrz Szwajcarii)                 | 3:0 (26:24, 27:25, 25:18)               |
| XXVI   | 19.10.2024 | Mobiliar Arena, Muri bei Bern      | Volley Amriswil (Zdobywca Pucharu Szwajcarii)                    | Volley Schönenwerd (Mistrz Szwajcarii)                 | 3:2 (25:18, 25:18, 19:25, 21:25, 15:12) |

## Bilans klubów
| Klub                      | 1. miejsce |
| ------------------------- | ---------- |
| Volley Näfels             | 8          |
| Volley Amriswil           | 6          |
| Chênois Genève Volleyball | 5          |
| Lausanne UC               | 4          |
| Lindaren Volley Luzern    | 1          |
| PV Lugano                 | 1          |
| TSV Jona Volleyball       | 1          |